# Jana Burmeister
Jana Burmeister (* 6. März 1989 in Sonneberg, Bezirk Suhl, DDR) ist eine deutsche Fußballspielerin. Die Torfrau spielt für den TSV Barmke.

## Karriere
Burmeister begann ihre Karriere bei der SG 1951 Sonneberg und wechselte anschließend zum Ortsrivalen SG Spielzeugstadt Sonneberg. Über den SC 1903 Weimar kam sie 2003 zum USV Jena. Am 26. Mai 2011 gab sie bekannt, den FF USV Jena zu verlassen und einen Zweijahresvertrag beim VfL Wolfsburg zu unterschreiben. Sie unterschrieb am 1. Juni 2011 einen Zweijahresvertrag in Wolfsburg. Am 8. Juni 2020 verkündete sie ihren Rücktritt aus dem Profi-Fußball und schloss sich dem Oberligisten TSV Barmke an. Seit dem Sommer 2023 gehört sie zur zweiten Mannschaft des TSV Barmke in der Frauen-Kreisliga Staffel A und ist nur noch Stand-by-Spielerin der ersten Mannschaft in der Frauen-Regionalliga Nord.
Im Jahre 2006 wurde sie beim U-20-Länderpokal zur besten Torhüterin gewählt und belegte mit der U-17-Nationalmannschaft den dritten Platz beim Nordic Cup. Ein Jahr später wurde sie mit der U-19-Nationalmannschaft Europameisterin.

## Erfolge
- Beste Torhüterin bei U-20-Länderpokal 2006
- U-19-Europameisterin 2007
- 3. Platz U-20-Fußball-Weltmeisterschaft der Frauen 2008
- Gewinnerin der Fritz-Walter-Medaille 2008 in Gold als beste Nachwuchsspielerin des DFB
- DFB-Pokal-Finale 2010
- Champions-League-Siegerin 2013, 2014
- Deutsche Meisterin 2013, 2014, 2017, 2018, 2019, 2020
- DFB-Pokal-Siegerin 2013, 2015, 2016, 2017, 2018, 2019